# Kingstown

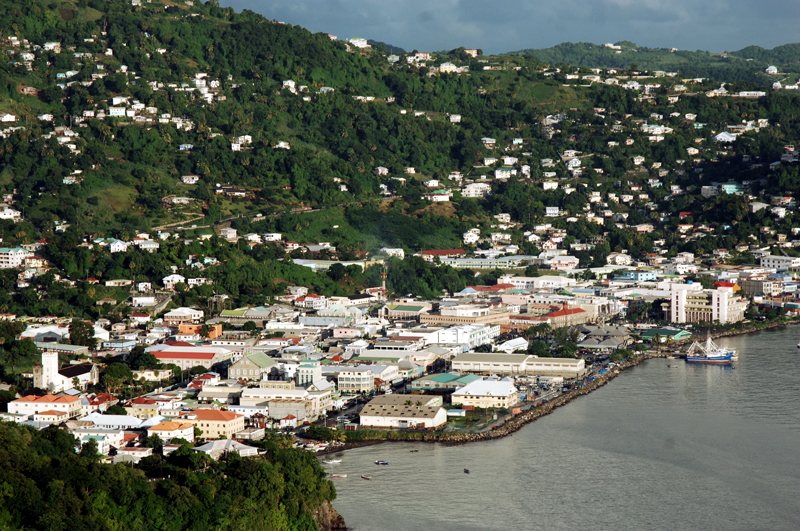
Vy över Kingstown i november 2005

Kingstown är huvudstad i staten Saint Vincent och Grenadinerna och främsta hamn på ön Saint Vincent. Den är också centrum för öns jordbruksindustri och är ofta platsen dit turister anländer till ön. Staden hade 16 500 invånare år 2010.